# Pineto Calcio
Il Pineto Calcio S.r.l., meglio noto come Pineto, è una società calcistica con sede nel comune di Pineto. 
Fondata nel 1962, ha ottenuto la sua prima promozione tra i professionisti al termine della stagione sportiva 2022-2023, vincendo il proprio girone di Serie D. Nella stagione sportiva 2024-2025 milita in Serie C, il terzo livello del campionato italiano di calcio. La qualificazione ai play-off per la promozione in Serie B ottenuta nella stagione 2024-2025 costituisce il miglior risultato della storia del club.  
La squadra disputa le gare interne allo stadio comunale “Mimmo Pavone e Alessandro Mariani” e ha come colori sociali il bianco e l'azzurro.

## Storia
Una prima società calcistica pinetese si costituì nel 1950 con la denominazione di Popi, acronimo di «Polisportiva Pineto»; questa disputò, per la sua prima ed unica volta nel 1953-1954, il campionato di Promozione, il massimo torneo regionale, venendo retrocessa in Prima Categoria al termine della stagione e scomparendo poco dopo.
Nell'ottobre del 1962, su impulso di Tonino Merletti, fu fondata l'Associazione Sportiva Pineto; primo allenatore fu Osvaldo Assogna, già capitano della Popi negli anni Cinquanta.
Per oltre un decennio il Pineto disputò campionati provinciali; nel 1974-1975 vinse per la prima volta la Prima Categoria distanziando la seconda classificata di 11 punti e ottenendo così l'accesso alla Promozione. Dopo un torneo di transizione, nel 1976-1977 i biancazzurri vinsero anche il massimo torneo regionale ed approdarono per la prima volta ad un campionato nazionale, la Serie D. In quarta serie, inserito nel girone pugliese-lucano, il Pineto non riuscì ad evitare l'immediata retrocessione per una sola rete di differenza nei confronti del Nardò.
Dopo cinque stagioni in Promozione, nel 1982-1983 conquistò la promozione in Interregionale vincendo lo spareggio contro il Guardiagrele. I biancazzurri rimasero tra i dilettanti per quattordici stagioni pressoché consecutive — esclusa l'annata 1994-1995 in cui disputano, vincendolo, il campionato di Eccellenza Abruzzo — raggiungendo, come massimo risultato, il 4º posto nel 1984-1985 e nel 1989-1990.
Alla retrocessione in Eccellenza del 1997-1998 fece seguito una seconda retrocessione nel campionato di Promozione Abruzzo l'anno seguente, certificando così il periodo di crisi del calcio pinetese. La riconquista del massimo torneo regionale avverrà solo al termine della stagione 2007-2008.
Nel 2015-2016, dopo essersi classificati al 3º posto nel torneo regionale, i biancazzurri vinsero i play-off regionali — battendo prima il Martinsicuro e poi il Paterno — accedendo così alla fase dei play-off nazionali, dove eliminarono dapprima il Fiumicino, quindi il Subiaco, conquistando così l'accesso alla Serie D dopo 18 anni di assenza Nello stesso anno fu finalista della Coppa Italia Dilettanti Abruzzo, persa contro il San Salvo.
Dopo alcuni buoni piazzamenti ottenuti in quarta serie, comprensivi anche della vittoria dei play-off nel 2020-2021, nella stagione 2022-2023 il Pineto vince il girone abruzzese-marchigiano della Serie D battendo la Pro Vasto all'ultima giornata, venendo così promosso in Serie C per la prima volta in tutta la sua storia. Nella stessa stagione vince la Coppa Italia Serie D diventando la prima squadra abruzzese a vincere questa competizione.
La prima stagione tra i professionisti si apre con il pareggio ottenuto sul campo del Gubbio per 1-1; la prima vittoria arriva alla quarta giornata, nella partita interna contro il Rimini giocata allo stadio Adriatico di Pescara conclusa con il punteggio di 1-0. Il successivo 11 ottobre, nel recupero della quinta giornata, il Pineto vince il primo storico derby in campionato contro il Pescara con il risultato di 1-0. 

## Palmarès

### Competizioni nazionali
- Coppa Italia Serie D: 1

2022-2023

### Competizioni interregionali
- Serie D: 1

2022-2023 (girone F)

### Competizioni regionali
- Eccellenza: 1

1994-1995
- Promozione: 3

1976-1977, 1982-1983 (girone B), 2007-2008 (girone B)
- Prima Categoria: 1

1974-1975
- Seconda Categoria: 1

1968-1969

## Statistiche e record

### Partecipazione ai campionati
Il Pineto ha disputato complessivamente 62 stagioni sportive a partire dall'esordio in Seconda Categoria Abruzzo nel 1962-1963, prendendo parte a 23 campionati nazionali.

#### Campionati nazionali
| Livello | Categoria                       | Partecipazioni | Debutto   | Ultima stagione | Totale |
| ------- | ------------------------------- | -------------- | --------- | --------------- | ------ |
| 3°      | Serie C                         | 3              | 2023-2024 | 2025-2026       | 3      |
| 4°      | Serie D                         | 8              | 1977-1978 | 2022-2023       | 8      |
| 5°      | Campionato Interregionale       | 9              | 1983-1984 | 1991-1992       | 14     |
| 5°      | Campionato Nazionale Dilettanti | 5              | 1992-1993 | 1997-1998       | 14     |

#### Campionati regionali
| Livello | Categoria         | Partecipazioni | Debutto   | Ultima stagione | Totale |
| ------- | ----------------- | -------------- | --------- | --------------- | ------ |
| 1°      | Promozione        | 7              | 1975-1976 | 1982-1983       | 17     |
| 1°      | Eccellenza        | 10             | 1994-1995 | 2015-2016       | 17     |
| 2°      | Prima Categoria   | 6              | 1969-1970 | 1974-1975       | 15     |
| 2°      | Promozione        | 9              | 1999-2000 | 2007-2008       | 15     |
| 3°      | Seconda Categoria | 7              | 1962-1963 | 1968-1969       | 7      |

## Organico

### Rosa 2025-2026
Rosa aggiornata al 7 agosto 2025.
| N. |                       | Ruolo | Calciatore                |
| -- | --------------------- | ----- | ------------------------- |
|    | Italia (bandiera)     | P     | Francesco Marone          |
|    | Italia (bandiera)     | P     | Alessandro Tonti          |
|    | Italia (bandiera)     | P     | Adriano Verna             |
|    | Italia (bandiera)     | D     | Federico Baggi            |
|    | Italia (bandiera)     | D     | Matteo Borsoi             |
|    | Argentina (bandiera)  | D     | Thiago Capomaggio         |
|    | Italia (bandiera)     | D     | Federico Di Lazzaro       |
|    | Italia (bandiera)     | D     | Lorenzo Gagliardi         |
|    | Montenegro (bandiera) | D     | Cristian Hadžiosmanović   |
|    | Italia (bandiera)     | D     | Simone Ienco              |
|    | Italia (bandiera)     | D     | Thiago Menna              |
|    | Italia (bandiera)     | D     | Nicolò Postiglione        |
|    | Italia (bandiera)     | D     | Andrea Sanna              |
|    | Marocco (bandiera)    | D     | Anass Serbouti            |
|    | Italia (bandiera)     | C     | Stefano Amadio (capitano) |

| N. |                   | Ruolo | Calciatore            |
| -- | ----------------- | ----- | --------------------- |
|    | Italia (bandiera) | C     | Gianluca Germinario   |
|    | Italia (bandiera) | C     | Luca Lombardi         |
|    | Italia (bandiera) | C     | Giulio Nebuloso       |
|    | Italia (bandiera) | C     | Luca Schirone         |
|    | Italia (bandiera) | C     | Federico Viero        |
|    | Italia (bandiera) | A     | Giovanni Bruzzaniti   |
|    | Italia (bandiera) | A     | Mohammed Amine Chakir |
|    | Italia (bandiera) | A     | Luca Fabrizi          |
|    | Italia (bandiera) | A     | Diego Gambale         |
|    | Italia (bandiera) | A     | Pasquale Iaccarino    |
|    | Italia (bandiera) | A     | Alessandro Marrancone |
|    | Italia (bandiera) | A     | Alessandro Pellegrino |
|    | Italia (bandiera) | A     | Gianluca Vigliotti    |
|    | Italia (bandiera) | A     | Enrico Zirolia        |